# 布瓦耶海崖
布瓦耶海崖（英語：Boyer Bluff），是南極洲的海崖，位於沙克爾頓海岸，處於星座穹西南面7公里，屬於邱吉爾山脈的一部分，海拔高度1,080米，現時由南極條約體系管理。